# Liste du patrimoine culturel immatériel de l'humanité au Costa Rica
Cet article recense les pratiques inscrites au patrimoine culturel immatériel au Costa Rica.

## Statistiques
Le Costa Rica ratifie la convention pour la sauvegarde du patrimoine culturel immatériel le 23 février 2007. La première pratique protégée est inscrite en 2008.
En 2016, le Costa Rica compte 1 élément inscrit au patrimoine culturel immatériel, sur la liste représentative.

## Listes

### Liste représentative
L'élément suivant est inscrit sur la liste représentative du patrimoine culturel immatériel de l'humanité.
| Élément                                                      | Type                                         | Subdivision | Année | Lien  | Notes | Illus. |
| ------------------------------------------------------------ | -------------------------------------------- | ----------- | ----- | ----- | ----- | ------ |
| Les traditions pastorales et les chars à bœufs du Costa Rica | savoir-faire liés à l’artisanat traditionnel |             | 2008  | 00103 |       |        |

### Patrimoine immatériel nécessitant une sauvegarde urgente
Le Costa Rica ne compte aucun élément listé sur la liste du patrimoine immatériel nécessitant une sauvegarde urgente.

### Registre des meilleures pratiques de sauvegarde
Le Costa Rica ne compte aucune pratiques listée au registre des meilleures pratiques de sauvegarde.